# Jean-François Oeben
Jean-François Oeben, geboren als Johann Franz Oeben (* 9. Oktober 1721 in Heinsberg; † 23. Januar 1763 in Paris) war ein deutscher Ebenist, der in Frankreich wirkte.

## Würdigung
Oeben gehört neben Joseph Baumhauer, Johann Wilhelm Benemann, Jakob Peter Latz, Bernhard Molitor, Carl Erdmann Richter, Johann Heinrich Riesener, J. G. Schlichtig, Caspar Schneider, Johann Ferdinand Schwerdfeger, Adam Weisweiler u. a. zu den zahlreichen deutschen Ebenisten, die aufgrund des deutschen Zunftwesens im 18. Jahrhundert nach Frankreich emigrierten.

## Leben
Seine Gesellenzeit lag wahrscheinlich von etwa 1734–1735 bis etwa 1740–1742. Der Ausbildungsort könnte Heinsberg, Jülich, Aachen oder Köln gewesen sein.
Von 1749 an lebte er im Faubourg Saint-Antoine, dem Zentrum der Kunstschreinerei in Paris.
Am 29. Juni 1749 heiratete er Francoise-Marguerite van der Cruse, die Tochter des Ebenisten François van der Cruse, und war somit auch der Schwager des Ebenisten Roger Vandercruse Lacroix.
Während der Jahre 1751–1754 wurde er als «compagnon Ebeniste et Menuisier du Roy» in der Werkstatt von Charles-Joseph Boulle, Sohn des Ebenisten André-Charles Boulle, im Louvre in Paris als selbständig arbeitend aufgeführt.
Als Charles-Joseph Boulle 1754 starb, erhielt Oeben den offiziellen Titel des Hofmöbelkünstlers, des «ebeniste du roi aux gobelins». Ihm wurde jedoch erst 1761 der Meistertitel verliehen, sodass er gezwungen ist, einen anderen Stempel zu benutzen. Deshalb ist die sichere Zuschreibung seiner Möbel sehr schwierig.
Oeben war Protégé der Madame de Pompadour, für die er viele Werke fertigte. Nach einer Bestandsliste, die nach seinem Tod erstellt wurde, fanden sich dort 10 Objekte, die noch auf die Übergabe an Madame de Pompadour warteten. Sie hatte diese Möbel zweifellos für das Schloss Bellevue bestellt und bereits 17.400 Livres auf Rechnung bezahlt.
Nach dem Tod Madame Pompadours fanden sich in ihrem Besitz sechs Kommoden «à la Grecque», die wahrscheinlich von Oeben stammten. In den 1740er Jahren war ihm sein jüngerer Bruder Simon Oeben nach Paris gefolgt, er, auch ein tüchtiger Kunstschreiner, übernahm die 1763 die Werkstatt.

## Werk
Eines der bekanntesten Möbel Oebens ist der Rollschreibtisch. Als sein Hauptwerk gilt das Bureau du Roi, das 1760 im Auftrag Ludwigs XV. begonnen wurde; Oeben konnte es jedoch nicht fertigstellen, da er 1763 starb. Es wurde vom Schüler und Mitarbeiter sowie späteren Ehemann der Witwe Oebens Johann Heinrich Riesener vollendet, mit den feuervergoldeten Bronzen von Etienne Forestier versehen und 1769 geliefert.

## Sammlungen
- Schloss Versailles, Paris
- Musée du Louvre, Paris
- Musée Cognacq-Jay, Paris
- Musée de Tours, Tours
- Victoria & Albert Museum, London
- Wallace Collection, London
- Rijksmuseum Amsterdam
- Palacio Real, Madrid
- Museum für Kunst und Gewerbe, Hamburg
- Residenz München
- Kunstgewerbemuseum Budapest
- National Gallery of Art, Washington, D.C.
- J. Paul Getty Museum, Malibu
- Carnegie Museum of Art, Pittsburgh
- Privatsammlungen in Frankreich, Großbritannien, Dänemark, Portugal und USA